# Le Samyn des Dames 2017
Pour la course masculine, voir Le Samyn 2017.
La 6e édition du Samyn des Dames a eu lieu le 1er mars 2017. La course fait partie du calendrier international féminin UCI 2017 en catégorie 1.2. Elle se déroule en même temps que l'épreuve masculine. L'épreuve est remportée par l'Espagnole Sheyla Gutiérrez.

## Présentation

### Parcours
Après un départ à Quaregnon, le parcours entre sur le circuit local au bout de 24 km. Il effectue ensuite trois boucles longue de 25,1 km. Elle est ponctuée de quatre secteurs pavés : la rue du vert pignon à Erquennes, la côte de la roquette, le chemin de Wihéries, tous deux à Montignies-sur-Roc et la rue de belle vue à Elouges.

### Équipes
| Équipes féminines professionnelles (19)- Alé Cipollini Galassia - BePink Cogeas - Boels Dolmans - Canyon-SRAM - Colavita-Bianchi - Cylance Pro Cycling - Drops - FDJ-Nouvelle Aquitaine-Futuroscope - Hitec Products - Lares-Waowdeals Women Cycling Team - Lensworld-Kuota - Lointek - Lotto Soudal - Parkhotel Valkenburg-Destil Cycling Team - Sport Vlaanderen-Etixx - VéloCONCEPT Women - Valcar PBM - Wiggle High5 - WM3 Pro Cycling Équipe féminines amateur (9)- Autoglas Wetteren - Textielstad de Jonge Renner - Equano - Isorex - Jos Feron - Keukens Redant - Maaslandster Veris CCN - Swaboladies,nl - Wielerclub de sprinters Malderen |
| |

## Récit de la course
Sheyla Gutiérrez remporte la course dans un sprint à cinq.

## Classements

### Classement final
| \| Classement général \| Classement général \| Classement général \| Classement général \| Classement général \| \| Coureuse \| Coureuse \| Pays \| Équipe \| Temps \| \| ------------------ \| ------------------- \| ------------------ \| ---------------------- \| ------------------ \| \| 1re \| Sheyla Gutiérrez \| Espagne \| Cylance \| 2 h 40 min 21 s \| \| 2e \| Amy Pieters \| Pays-Bas \| Boels Dolmans \| + 0 s \| \| 3e \| Tiffany Cromwell \| Australie \| Canyon-SRAM Racing \| + 2 s \| \| 4e \| Romy Kasper \| Allemagne \| Alé Cipollini \| + 7 s \| \| 5e \| Jessy Druyts \| Belgique \| Sport Vlaanderen-Etixx \| + 12 s \| \| 6e \| Ellen van Dijk \| Pays-Bas \| Sunweb \| + 1 min 53 s \| \| 7e \| Hannah Barnes \| Royaume-Uni \| Canyon-SRAM Racing \| + 1 min 53 s \| \| 8e \| Małgorzata Jasińska \| Pologne \| Cylance \| + 1 min 53 s \| \| 9e \| Janneke Ensing \| Pays-Bas \| Alé Cipollini \| + 1 min 56 s \| \| 10e \| Christina Siggaard \| Danemark \| VéloCONCEPT Women \| + 2 min 18 s \| |                     |             |                        |                 |
| |                     |             |                        |                 |
| Source : ProCyclingStats |                     |             |                        |                 |
| Classement général |                     |             |                        |                 |
| Coureuse | Coureuse            | Pays        | Équipe                 | Temps           |
| 1re | Sheyla Gutiérrez    | Espagne     | Cylance                | 2 h 40 min 21 s |
| 2e | Amy Pieters         | Pays-Bas    | Boels Dolmans          | + 0 s           |
| 3e | Tiffany Cromwell    | Australie   | Canyon-SRAM Racing     | + 2 s           |
| 4e | Romy Kasper         | Allemagne   | Alé Cipollini          | + 7 s           |
| 5e | Jessy Druyts        | Belgique    | Sport Vlaanderen-Etixx | + 12 s          |
| 6e | Ellen van Dijk      | Pays-Bas    | Sunweb                 | + 1 min 53 s    |
| 7e | Hannah Barnes       | Royaume-Uni | Canyon-SRAM Racing     | + 1 min 53 s    |
| 8e | Małgorzata Jasińska | Pologne     | Cylance                | + 1 min 53 s    |
| 9e | Janneke Ensing      | Pays-Bas    | Alé Cipollini          | + 1 min 56 s    |
| 10e | Christina Siggaard  | Danemark    | VéloCONCEPT Women      | + 2 min 18 s    |

### Points UCI
| Position,          | 1er | 2e | 3e | 4e | 5e | 6e | 7e | 8e | 9e | 10e |
| Classement général | 40  | 30 | 16 | 12 | 10 | 8  | 6  | 3  | 2  | 1   |

## Liste des participants
- Liste de départ complète